# 贝尔顿 (南卡罗来纳州)
贝尔顿（英文：Belton），是美国南卡罗来纳州下属的一座城市。城市类型是“City”。其面积大约为3.86平方英里（9.98平方公里）。根据2010年美国人口普查，该市有人口4,134人，人口密度约为每平方 英里1,072.37人（约合每平方公里414.06人）。